# Alfredo Sarmiento Espejo
Alfredo Marcial Sarmiento Espejo fue un abogado y político peruano.
Nació el 14 de mayo de 1916 en la ciudad de Arica que, en ese momento, aún pertenecía legalmente al Perú pero se encontraba ocupada y administrada por Chile desde la guerra del Pacífico. Fue elegido diputado por Junín con el Movimiento Democrático Pradista en 1956 en las elecciones de 1956 en los que salió elegido Manuel Prado Ugarteche. Su mandato se vio interrumpido días antes de que terminara por el golpe de Estado realizado por los generales Ricardo Pérez Godoy y Nicolás Lindley. Tentó la reelección en las elecciones de 1963 por el Partido Aprista Peruano sin éxito.
Durante su gestión fue el autor y el impulsor del proyecto de la que después sería la Ley N° 17400 expedida  en 1963 durante el primer gobierno de Fernando Belaúnde en la que se declaró de interés nacional la realización de diversas obras en la ciudad de Huancayo y el departamento de Junín creándose para ello impuestos específicos. Como consecuencia de esa ley se construyeron importantes obras en Huancayo como el Centro Cívico ubicado en la Plaza Huamanmarca, los mercados modelo y mayorista, la Iglesia de la Inmaculada y el estadio Huancayo. Posteriormente, se generó una confusión al otorgar la autoría al senador por Junín Ramiro Prialé.
Fue miembro de las cortes superiores de Junín y de Lambayeque.
Falleció en la ciudad de Lima el 24 de enero del 2004.